# Salix calyculata
Salix calyculata ist ein niedriger Strauch aus der Gattung der Weiden (Salix) mit meist 8 bis 15 Millimeter langen Blattspreiten. Das natürliche Verbreitungsgebiet der Art liegt in China, Sikkim und Bhutan. Es werden zwei Varietäten unterschieden.

## Beschreibung
Salix calyculata ist ein niedriger Strauch mit leicht aufrecht stehenden Ästen. Die Laubblätter haben einen etwa 2 bis 5 Millimeter langen Stiel. Die Blattspreite ist spatelförmig-eiförmig, selten ab 5 meist 8 bis 15 Millimeter lang und ab 5 meist 6 bis 9 Millimeter breit, mit abgerundeter Spitze, keilförmiger Basis und einem gekerbten Blattrand. Die Blattoberseite ist grün und kahl, die Unterseite weißlich und anfangs fein behaart.
Männliche Blütenstände sind breit elliptische Kätzchen mit kahlen, zungenförmig-verkehrt-eiförmigen Tragblättern. Weibliche Kätzchen sind elliptisch, die Tragblätter gleichen denen der männlichen Kätzchen. Die weiblichen Blüten haben eine adaxiale Nektardrüse. Der Fruchtknoten ist elliptisch, leicht verkehrt-eiförmig oder eiförmig und kahl. Die Früchte sind kahle Kapseln.

## Vorkommen
Das natürliche Verbreitungsgebiet liegt im Süden Tibets, im Nordwesten der chinesischen Provinz Yunnan, in Bhutan und in Sikkim auf schotterhaltigen Untergrund oder in Felsspalten. In China findet man die Art in Höhen von 3400 bis 4700 Metern.

## Systematik
Salix calyculata ist eine Art aus der Gattung der Weiden (Salix) in der Familie der Weidengewächse (Salicaceae). Dort wird sie der Sektion Lindleyanae zugeordnet. Sie wurde 1860 von Joseph Dalton Hooker erstmals wissenschaftlich gültig beschrieben, eine frühere jedoch nicht anerkannte Beschreibung stammt von Nils Johan Andersson. Der Gattungsname Salix stammt aus dem Lateinischen und wurde schon von den Römern für verschiedene Weidenarten verwendet. Das Artepitheton calyculata  leitet sich vom lateinischen Ausdruck caliculus ab, einer Verkleinerungsform von calix und bedeutet „kleiner Blütenkelch“.
Es werden zwei Varietäten unterschieden:
- Salix calyculata var. calyculata mit 8 bis 15 Millimeter langen und 6 bis 9 Millimeter breiten Blattspreiten. Der Fruchtknoten ist elliptisch oder leicht verkehrt-eiförmig. Der Stiel des Fruchtknoten ist länger als der Fruchtknoten selbst. Die Varietät wächst auf schotterhaltigen Untergrund in Bhutan, Sikkim und im Süden Tibets. Ein Synonym der Varietät lautet Salix calyculata var. glabrifolia Handel-Mazzetti.[6]
- Salix calyculata var. gongshanica C.Wang & C.F.Fang mit 5 bis 12 Millimeter langen und 5 bis 8 Millimeter breiten Blattspreiten und einem eiförmigen Fruchtknoten. Der Stiel ist kürzer als der Fruchtknoten. Die Varietät wächst in Felsspalten in Höhen von 4100 bis 4700 Metern im Nordwesten von Yunnan.[7]

## Nachweise